# Costituzione provvisoria della Repubblica di Cina
Dopo la vittoria nella rivoluzione Xinhai, il Governo provvisorio della Repubblica di Cina di Nanchino, con a capo Sun Yat-sen, nel 1912, stilò una Costituzione provvisoria della Repubblica di Cina (中華民國臨時約法T, 中华民国临时约法S, Zhōnghuá Mínguó línshí yuēfǎP, che doveva essere la base di una formale costituzione.

## Storia
L'11 marzo 1912, la Costituzione provvisoria sostituì il precedente schema organizzativo del governo e divenne effettiva come legge suprema. In seguito venne sostituita da un patto costituzionale istituito da Yuan Shikai. Tuttavia, venne ripristinata nuovamente il 29 giugno 1916, dal presidente Li Yuanhong.
Il Movimento di protezione della costituzione, lanciato dal governo militare della Repubblica di Cina a Guangzhou il 10 settembre 1917, era destinato a "proteggere" questa costituzione provvisoria. Mentre la guerra civile cinese divideva il paese in fazioni, la costituzione provvisoria fu gradualmente sostituita dalle costituzioni emesse da ogni governo rivale. Nel governo Beiyang, la costituzione provvisoria fu sostituita dalla costituzione Cao Kun il 10 ottobre 1923. Nel governo di Nanchino, questa costituzione non fu sostituita fino al 1º giugno 1931, quando fu annunciata la Costituzione provvisoria del periodo di tutela politica, sebbene la vecchia costituzione fosse già raramente discussa dopo l'istituzione del governo nazionalista il 1º luglio 1925. Dal 1928 in poi, i nazionalisti operarono sotto una legge organica che aveva un rapporto ambiguo con la Costituzione provvisoria del 1931 in quanto non era stata completamente sostituita.

## Schema
1. Il sistema governativo doveva imitare il francese Gabinetto presidenziale: il Senato all'epoca voleva frenare le ambizioni di Yuan Shikai, e cambiò il sistema presidenziale in un sistema parlamentare in modo da diluire il potere di Yuan Shikai.
2. I principi generali dovevano essere delineati in maniera concisa, regolando in linea di principio gli elementi fondamentali della nazione.
3. Le elezioni presidenziali si sarebbero tenute ancora al Senato secondo il profilo organizzativo del governo provvisorio.
4. Il sistema giudiziario avrebbe dovuto essere completamente indipendente, in osservanza del principio della separazione dei poteri: la Costituzione provvisoria stabiliva che il presidente provvisorio e il ministro della giustizia nominassero i giudici separatamente. Le prove dovevano essere amministrate dai giudici in modo indipendente senza l'intervento del governo.